# Andrómaco de Aspendo
Andrómaco de Aspendo (en griego antiguo: Ἀνδρόμαχος) fue un militar griego al servicio de la dinastía ptolemaica, conocido por ser uno de los generales de Ptolomeo IV (222-205 a. C.) en la batalla de Rafia. Posteriormente Ptolomeo lo nombró gobernador militar de las regiones de Siria y Fenicia (la Celesiria) para poner en orden las ciudades.